# Marquesado de Deleitosa
El marquesado de Deleitosa es un título nobiliario español concedido por el rey Carlos II de España en 27 de abril de 1690, con real despacho expedido en 22 de febrero de 1693, a favor de Juan de Mendoza y Posada Gómez de la Madrid y Valdés.

## Denominación
El título hace referencia a la villa de Deleitosa en el partido de Trujillo, provincia de Cáceres.

## Historia del marquesado de Deleitosa
- Juan de Mendoza y Posada Gómez de la Madrid y Valdés (Llanes, noviembre de 1670-18 de septiembre de 1724), I marqués de Deleitosa, caballero de la Orden de Alcántara y señor de la Torre de Mendoza de Andrín en Llanes. Fue I vizconde de la Torre, como dignidad previa —vizcondado previo— a la concesión del marquesado de Deleitosa.[3]

Contrajo un primer matrimonio con María de Posada Espriella, sin descendencia. Se casó en segundas nupcias con su prima Teresa de Rivero Gómez de la Madrid. Le sucedió su hija  del segundo matrimonio.
- Ana Catalina de Mendoza y Rivero, II marquesa de Deleitosa.

Casó con su primo hermano, Juan José de Rivero. Le sucedió su única hija y heredera universal.
- María Francisca de Rivero y Mendoza (Llanes, 30 de marzo de 1745-Villaviciosa, 11 de diciembre de 1818), III marquesa de Deleitosa.

Casó en 1763 con José Joaquín de Vereterra y Agurto, IV marqués de Gastañaga. Le sucedió su hijo.
- Manuel Hilario María de Vereterra y Rivero (Llanes, 1777-31 de agosto de 1854), IV marqués de Deleitosa y V marqués de Gastañaga.

Casó con Ramona de Carreño y Solís (c. 1780-Oviedo, 16 de mayo de 1849), hija de Antonio de Carreño y Cañedo y de su esposa Manuela de Solís. Le sucedió su hijo:
- Miguel de Vereterra y Carreño (Oviedo, 4 de febrero de 1804-Oviedo, 18 de abril de 1879), V marqués de Deleitosa y VI marqués de Gastañaga.[9][10]

Casó el 19 de junio de 1834 con Amalia Lombán e Ibáñez. Le sucedió su hijo.
- José María de Vereterra y Lombán (18 de febrero de 1845-Sevilla, 2 de marzo de 1875), VI marqués de Deleitosa .[11]

Casó el 29 de julio de 1869 con Isabel de Armada y Fernández de Córdoba (Madrid, 5 de julio de 1848-Oviedo, 25 de febrero de 1909), hija de Álvaro Armada Valdés, V marqués de San Esteban de Natahoyo, y Manuela Fernández de Córdoba, condesa de Revilla Gigedo y VI marquesa de Canillejas, por cesión de su hermano primogénito. Le sucedió su hermano:
- Manuel de Vereterra y Lombán (n. Oviedo, 21 de abril de 1852), VII marqués de Deleitosa, caballero de la Real Maestranza de Granada, diputado a Cortes, senador vitalicio, gran Cruz de Carlos III,  gentilhombre de cámara con ejercicio y servidumbre del rey.

Casó en Deva, parroquia de San Salvador, el 11 de agosto de 1879 con su cuñada, Isabel de Armada y Fernández de Córdoba, viuda de su hermano José María. Le sucedió su hija:
- María del Rosario de Vereterra y de Armada (Deva, Gijón 4 de agosto de 1870-Madrid, 18 de junio de 1952), VIII marquesa de Deleitosa, VIII marquesa de Gastañaga,[13] VII marquesa de Canillejas,[14][12] grande de España y Dama de la Orden de Damas Nobles de la Reina María Luisa.

Casó el 16 de agosto de 1901 con Ricardo Duque de Estrada y Martínez de Morentín (Pamplona, 11 de enero de 1870-28 de septiembre de 1941), VIII conde de la Vega del Sella. En 1934 cedió el título del marquesado de Gastañaga a su hijo José María, título que fue convalidado en 1951, el marquesado de Canillejas a su hijo Ricardo y el marquesado de Deleitosa a su hija Isabel.
- Isabel Duque de Estrada y Vereterra (1904-1979), IX marquesa de Deleitosa.

Casó en julio de 1928 con Jaime Gómez-Acebo y Modet, hijo de los marqueses de Cortina. Le sucedió su hijo:
- Ricardo Gómez-Acebo y Duque de Estrada, X marqués de Deleitosa desde 1980.[17]

Casó con Elena Calparsoro Pérez-Navarro.
- Ricardo Gómez-Acebo y Calparsoro, XI marqués de Deleitosa.[18]

Casado con Paloma Botín O'Shea, hija de Emilio Botín y de su esposa Paloma O'Shea. Su hijo primogénito, Ricardo Gómez-Acebo Botín heredará el marquesado.